# Mistrzostwa Europy w Strzelaniu do Rzutków 1961
Mistrzostwa Europy w Strzelaniu do Rzutków 1961 – szóste mistrzostwa Europy w strzelaniu do rzutków. Odbyły się one w Bernie.
Rozegrano sześć konkurencji, w tym dwie dla kobiet. W turnieju wystąpili także zawodnicy spoza kontynentu europejskiego. W klasyfikacji medalowej najlepsi okazali się reprezentanci Francji.

## Klasyfikacja medalowa
| Pozycja | Kraj            | Złoto | Srebro | Brąz | Łącznie |
| ------- | --------------- | ----- | ------ | ---- | ------- |
| 1       | Francja         | 1     | 2      | 3    | 6       |
| 2       | Wenezuela       | 1     | 1      | 0    | 2       |
| 2       | Wielka Brytania | 1     | 1      | 0    | 2       |
| 2       | Włochy          | 1     | 1      | 0    | 2       |
| 5       | Grecja          | 1     | 0      | 0    | 1       |
| 5       | Szwecja         | 1     | 0      | 0    | 1       |
| 7       | Belgia          | 0     | 1      | 1    | 2       |
| 8       | RFN             | 0     | 0      | 1    | 1       |
| 8       | Węgry           | 0     | 0      | 1    | 1       |

## Wyniki

### Mężczyźni
| Konkurencja      | Złoto           | Wynik    | Srebro            | Wynik    | Brąz                                                      | Wynik    |
| Skeet            | Gösta Klingspor | 144 pkt. | Jacques Henrijean | 144 pkt. | Claude Foussier                                           | 142 pkt. |
| Skeet, drużynowo | Francja         |          | Wenezuela         |          | RFN                                                       |          |
| Trap             | Ernest Fear     | 196 pkt. | Galliano Rossini  | 194 pkt. | Fernand Mahau                                             | 194 pkt. |
| Trap, drużynowo  | Włochy          |          | Wielka Brytania   |          | Węgry Keresztes Károly Kulin-Nagy Ede Szomjas József Váry |          |

### Kobiety
| Konkurencja | Złoto         | Wynik    | Srebro            | Wynik    | Brąz                | Wynik    |
| Skeet       | Mercedes Mata | 132 pkt. | Lucette Derosier  | 120 pkt. | Françoise Roggwiler | 115 pkt. |
| Trap        | Olga Dzawara  | 165 pkt. | Jacqueline Robert | 159 pkt. | Christiane Stéphane | 157 pkt. |